# Пойкино (Татарстан)
Пойкино (тат. Пуйкә) — деревня в Мамадышском районе Республики Татарстан России. Административный центр Кляушского сельского поселения.

## География
Деревня находится в северной части Татарстана, в зоне хвойно-широколиственных лесов, в пределах юго-западной окраины Верхнекамской возвышенности, на берегах реки Юкачи, при автодороге 16К-1121, на расстоянии примерно 26 километров (по прямой) к северо-западу от города Мамадыша, административного центра района. Абсолютная высота — 90 метров над уровнем моря.

### Климат
Климат характеризуются как умеренно континентальный, с относительно влажным и прохладным летом и умеренно холодной и снежной зимой. Среднегодовая температура воздуха составляет 4,3 °С. Средняя температура воздуха самого холодного месяца (января) — −11,4 °C; самого тёплого месяца (июля) — 20,3 °C. Среднегодовое количество атмосферных осадков составляет 552 мм, из которых более 368 мм выпадает в период с апреля по октябрь.

### Часовой пояс
Деревня Пойкино, как и весь Татарстан, находится в часовой зоне МСК (московское время). Смещение применяемого времени относительно UTC составляет +3:00.

## Население
Население деревни Пойкино в 2017 году составляло 241 человек.

### Национальный состав
Согласно результатам переписи 2002 года, в национальной структуре населения удмурты составляли 78 % из 291 чел.